# نواذیبو
نوادیبو (به عربی: نواذيبو) دومین شهر بزرگ موریتانی است که دارای مراکز بزرگ تجاری می‌باشد. خود شهر دارای حدود ۱۱۸۰۰۰ نفر سکنه بوده که با جمعیت مناطق اطرافش به بیش از ۱۴۰۰۰۰ نفر میرسد. این شهر در چند کیلومتری مرز موریتانی و صحرای غربی واقع شده است.